# 無垢の瞳
『無垢の瞳』（Le pupille）は、アリーチェ・ロルヴァケル監督・脚本による2022年の短編映画である。
スーパー16と35mmフォーマットで撮影されたこの映画は第75回カンヌ国際映画祭でプレミア上映された。2022年12月16日にストリーミング・サービスのDisney+で配信された。第95回アカデミー賞短編映画賞にノミネートされたが、これはDisney+の短編実写映画としては初めての同賞ノミネートであった。

## プロット
戦時中、イタリアのカトリック系寄宿学校で反抗的な少女たちが過ごすアドベントシーズンが描かれる。

## 受賞とノミネート
| 賞                 | 部門                          | 対象                                               | 結果       | 参照  |
| ------------------ | ----------------------------- | -------------------------------------------------- | ---------- | ----- |
| アカデミー賞       | 短編映画賞                    | アリーチェ・ロルヴァケル、アルフォンソ・キュアロン | ノミネート | [ 6 ] |
| トロント国際映画祭 | IMDbProショート・カット映画賞 | アリーチェ・ロルヴァケル                           | ノミネート | [ 8 ] |